# Susana Herrero Kunhardt
Susana Herrero Kunhardt (Nueva York, Estados Unidos de América, 1945) es una artista plástica especializada en el dibujo y en el grabado con énfasis en la litografía. Su obra se centra en la figura humana explorando el desnudo femenino y masculino desde puntos de vista diversos tanto en sus aspectos estilísticos como iconográficos. Fue integrante de la Asociación de Mujeres Artistas de Puerto Rico.

## Datos biográficos
Realizó su Bachillerato en Artes en la Universidad de Puerto Rico en Mayagüez en 1967. Posteriormente estudió en la Universidad Interamericana en San Germán, Puerto Rico, entre 1967 y 1968, y obtuvo una Maestría en Artes en la Universidad de Misuri, Columbia, en 1970. Fungió como docente de arte en el Departamento de Bellas Artes de la Universidad de Puerto Rico desde 1970, en la Escuela de Artes Plásticas de Instituto de Cultura Puertorriqueña entre 1988 y 1970, y en la Liga de Estudiantes de Arte de San Juan entre 1975 y 1980. Fue directora del Taller de Litografía de los VIII Juegos Panamericanos de Puerto Rico en 1979. Fue integrante activa de la Asociación de Mujeres Artistas de Puerto Rico.

## Exhibiciones individuales
- 1983
  - Susana Herrero/Litografías. Galería Liga de Estudiantes de Arte de San Juan, Puerto Rico.
- 1978
  - Galería Coabey, San Juan, Puerto Rico.
- 1976
  - Departamento de Instrucción, San Juan, Puerto Rico.
- 1975
  - Universidad de Puerto Rico en Mayagüez, Mayagüez, Puerto Rico.
- 1974 
  - Palacio Nacional de Bellas Artes, Santo Domingo, República Dominicana.
- 1972 
  - Museo de Arte, Universidad de Puerto Rico recinto de Río Piedras, San Juan, Rico.

## Exhibiciones colectivas
- 1988 
  - Growing Beyond: Women Artistas from Puerto Rico. Museo de Arte Moderno de América Latina, OEA, Washington D. C., Estados Unidos de América. Museo del Barrio, Nueva York, Estados Unidos. Galería Caribe, San Juan, Puerto Rico. Art Under the Sun. Wilkov-Goldfeder Gallery, Nueva York, Estados Unidos.
- 1987 
  - Intergrafik International, Ljubljana, Yugoslavia.
  - Bienal de La Habana, Cuba.
  - Arte Actual II, Budapest Gallery. Budapest, Hungría.
- 1986 
  - HANGA ’86, Museo de arte Metropolitano, Tokio, Japón.
- 1985 
  - 11.ª exhibición Internacional de Grabado. Museo de arte Metropolitano, Kanagawa, Yokohama, Japón.
- 1982 
  - 7.ª Bienal Británica Internacional. Bradford , Inglaterra.
- 1979 
  - Bienal de Grabado Latinoamericano. San Juan, Puerto Rico.
- 197 
  - Bienal de Sao Paulo. Sao Paulo, Brasil.
- 1974 
  - Bienal de Grabado Latinoamericano. San Juan, Puerto Rico.
- 1972 
  - Bienal de Grabado Latinoamericano. San Juan , Puerto Rico.

## Colecciones
- Museo de Arte de Ponce, Ponce, Puerto Rico.
- Instituto de Cultura Puertorriqueña, San Juan, Puerto Rico.
- Exxon Collection, Nueva York, Estados Unidos de América.
- Taylor Collection, Connecticut, Estados Unidos de América.
- Museo de la Universidad de Puerto Rico, San Juan, Puerto Rico.
- Ateneo Puertorriqueño, San Juan, Puerto Rico.

## Reconocimientos
- 2001
  - Mención de Honor por la participación en la Bienal del Grabado en Argentina, Japón y Canadá otorgado por la Asociación Internacional de Críticos de Arte, San Juan, Puerto Rico.
  - Premio Profesora Distinguida en las Artes y las Humanidades otorgado por el presidente de la Universidad de Puerto Rico. San Juan, Puerto Rico.
  - Premio de Mérito por 6.ª Exhibición Virtual Internacional Anual de Artes por Artistas Femeninas en el Museo de Arte de Internet. Estocolmo, Suecia.
  - Mención de Honor por la invitación para representar a Puerto Rico en la 23ra Bienal del Grabado Internacional en Ljubljana, Slovenia, Otorgado por la Asociación Internacional de Críticos de Arte. San Juan, Puerto Rico.
- 1999 
  - Medalla Nacional de UNESCO otorgada por “Association Internacional Des Atrs Plastiques”. París, Francia
  - Premio Anual Mención de Honor por Certificado de Mérito en ‘Femina” y “ Masks in Venice” en Estocolmo y Venecia otorgado por la Asociación Internacional de Críticos de Arte. San Juan, Puerto Rico
- 1998 
  - Certificado - Premio de Excelencia, “Femina” 2.ª Edición, Galería Dimitresco de Arte Contemporáneo, jurado internacional, Estocolmo, Suecia.
  - Premio – Excelencia Académica y Productiva otorgado por el Senado Académico de la Universidad de Puerto Rico, Río Piedras.
  - Premio- Certificado de Mérito, “A Better World for Our Children”, jurado internacional “Art Addiction International Gallery”, Estocolmo, Suecia.
  - Premio- Certificado de Honor “ Masks in Venice 98”, Instituto Romano de Cultura e Investigación Humanista, Venecia, Italia.
- 1997 
  - Premio Anual – Mención de Honor por el Premio de la Medalla de Oro en Estocolmo, Suecia, otorgado por la Asociación Internacional de Críticos de Arte, San Juan, Puerto Rico.
- 1996
  - Ganadora de Premio: Medalla de Oro” “2nd International Biennal of Female Artist’s Art”, Estocolmo, Suecia
- 1996-95 
  - Mención de Honor / Primer Diploma ,” 2nd International Graphic Art Exhibition”, “Art Addiction Gallery”, Estocolmo, Suecia.
- 1991 
  - Premio Artista Individual 1990, “ Unique Works on Paper” otorgado por la Asociación Internacional de Críticos de Arte, San Juan, Puerto Rico
  - Beca Artista Individual, National Funds for Cultural Affaairs” National Endowment for the Arts, Instituto de Cultura Puertorriqueña, San Juan, Puerto Rico.
- 1974 
  - Mención de Honor en el II Certamen de Pintura y Grabado de United Federal Savings, Caparra, Puerto Rico.
- 1972 
  - Mención de Honor en el Certamen del Ateneo Puertorriqueño, San Juan, Puerto Rico.